# Reni Santoni
Reni Santoni (New York, 21 aprile 1938 – Los Angeles, 1º agosto 2020) è stato un attore statunitense.

## Biografia
Di origini còrse e spagnole, Reni Santoni iniziò la carriera artistica nei teatri Off Broadway e debuttò sul grande schermo nel 1964 nel film L'uomo del banco dei pegni, interpretato da Rod Steiger, nel breve ruolo non accreditato di un tossicodipendente che tenta di vendere una radio al personaggio del titolo.
Tra i primi ruoli di rilievo interpretati da Santoni sul grande schermo, da ricordare quello di David Kolowitz, il fattorino affascinato dal cinema e che sogna di diventare un attore nella commedia Enter Laughing (1967) di Carl Reiner. Successivamente l'attore interpretò una lunga serie di personaggi ispanici quali l'ispettore Chico Gonzalez nel poliziesco Ispettore Callaghan: il caso Scorpio è tuo! (1971), il capitano Carlos Rodríguez nella commedia Il mistero del cadavere scomparso (1982), la guardia carceraria Ramon Herrera nel drammatico Bad Boy (1983), il detective Tony Gonzales nel film d'azione Cobra (1986).
Santoni apparve anche in numerose serie televisive fin dagli anni settanta, come Difesa a oltranza, Barnaby Jones, Lou Grant, Hardcastle & McCormick, Hill Street giorno e notte, La signora in giallo.
Santoni è morto il 1º agosto 2020 in un ospizio di Los Angeles a causa di un cancro alla gola ed ai polmoni.

## Filmografia parziale

### Cinema
- Lo sbarco di Anzio, regia di Edward Dmytryk, Duilio Coletti (1968)
- Le pistole dei magnifici sette (Guns of the Magnificent Seven), regia di Paul Wendkos (1969)
- Ispettore Callaghan: il caso Scorpio è tuo! (Dirty Harry), regia di Don Siegel (1971)
- I Never Promised You a Rose Garden, regia di Anthony Page (1977)
- Il mistero del cadavere scomparso (Dead Men Don't Wear Plaid), regia di Carl Reiner (1982)
- Bad Boys, regia di Rick Rosenthal (1983)
- Chi più spende... più guadagna! (Brewster's Millions), regia di Walter Hill (1985)
- Una vacanza di troppo (Summer Rental), regia di Carl Reiner (1985)
- Cobra, regia di George P. Cosmatos (1986)
- Ehi... ci stai? (The Pick-up Artist), regia di James Toback (1987)
- Rain Man - L'uomo della pioggia (Rain Man), regia di Barry Levinson (1988) - voce
- Uccidete la colomba bianca (The Package), regia di Andrew Davis (1989)
- Weekend senza il morto (Only You), regia di Betty Thomas (1992)
- Giovani, pazzi e svitati (Can't Hardly Wait), regia di Harry Elfont, Deborah Kaplan (1998)
- Il dottor Dolittle (Doctor Dolittle), regia di Betty Thomas (1998) - voce
- 28 giorni (28 Days), regia di Betty Thomas (2000)
- Il dottor Dolittle 2 (Doctor Dolittle 2), regia di Steve Carr (2001) - voce

### Televisione
- Assistente sociale (East Side/West Side) – serie TV, episodio 1x24 (1964)
- Le cause dell'avvocato O'Brien (The Trials of O'Brien) – serie TV, 1 episodio (1965)
- Hawk l'indiano (Hawk) – serie TV, episodio 1x03 (1966)
- Love, American Style – serie TV, 1 episodio (1969)
- La strana coppia (The Odd Couple) – serie TV, 1 episodio (1970)
- F.B.I. (The F.B.I.) – serie TV, 2 episodi (1972)
- Difesa a oltranza (Owen Marshall, Counselor at Law) – serie TV, 6 episodi (1973-1974)
- Barnaby Jones – serie TV, 2 episodi (1973-1974)
- A tutte le auto della polizia (The Rookies) – serie TV, 1 episodio (1975)
- Bert D'Angelo Superstar – serie TV, 1 episodio (1976)
- Lou Grant – serie TV, 1 episodio (1977)
- Hawaii squadra cinque zero (Hawaii Five-O) – serie TV, 1 episodio (1978)
- Agenzia Rockford (The Rockford Files) – serie TV, 1 episodio (1979)
- Charlie's Angels – serie TV, episodio 4x13 (1979)
- CHiPs – serie TV, 1 episodio (1982)
- Manimal – serie TV, 8 episodi (1983)
- Top Secret (Scarecrow and Mrs. King) – serie TV, 1 episodio (1985)
- Hardcastle & McCormick – serie TV, 1 episodio (1985)
- Hill Street giorno e notte (Hill Street Blues) – serie TV, 4 episodi (1984-1986)
- Moonlighting – serie TV, 1 episodio (1988)
- Miami Vice – serie TV, episodio 4x18 (1988)
- Voci nella notte (Midnight Caller) – serie TV, 7 episodi (1989-1991)
- La signora in giallo (Murder, She Wrote) – serie TV, episodi 5x20-10x19 (1989-1994)
- Hudson Street – serie TV, 2 episodi (1995)
- Renegade – serie TV, episodio 4x08 (1995)
- Walker Texas Ranger – serie TV, episodio 5x07 (1996)
- Murder One – serie TV, 5 episodi (1997)
- The Practice - Professione avvocati (The Practice) – serie TV, 2 episodi (1998)
- Giudice Amy (Judging Amy) – serie TV, 1 episodio (2000)
- La vita secondo Jim (According to Jim) – serie TV, 1 episodio (2002)
- CSI - Scena del crimine (CSI: Crime Scene Investigation) – serie TV, 1 episodio (2005)
- Gray's Anatomy – serie TV, 1 episodio (2005)
- Avvocati a New York (Raising the Bar) – serie TV, 1 episodio (2009)

## Doppiatori italiani
Nelle versioni in italiano delle opere in cui ha recitato, Reni Santoni è stato doppiato da:
- Michele Gammino in Ispettore Callaghan: il caso Scorpio è tuo!, Cobra
- Manlio De Angelis in Lo sbarco di Anzio
- Natalino Libralesso in  Le pistole dei magnifici sette
- Massimo Turci in Charlie's Angels
- Luciano De Ambrosis ne Il mistero del cadavere scomparso
- Vittorio Stagni in Top Secret
- Vittorio Congia in Moonlighting
- Franco Zucca in La signora in giallo
- Angelo Nicotra in 28 giorni
- Toni Orlandi in CSI - Scena del crimine

Da doppiatore è sostituito da:
- Teo Bellia ne Il dottor Dolittle